# 안티오키아 그리스 정교회
안티오키아 그리스 정교회 또는 안티오키아 그리스 정교회 총대주교청(그리스어: Πατριαρχεῖον Ἀντιοχείας, Patriarcheîon Antiocheías, 아랍어: بطريركية أنطاكية وسائر المشرق للروم الأرثوذكس)은 안티오키아의 그리스 정교회 공동체를 관할하는 독립 교회이다. 안티오키아 그리스 정교회의 수장은 안티오키아 총대주교인데, 사도행전에서 사도 베드로가 안티오키아에 기독교 공동체를 세운 것을 기원으로 둔다. 정확한 교세 통계는 집계되고 있지 않지만, 시리아에 대략 110만 명의 신자가 있고, 레바논에는 40만 명의 신자가 있을 것으로 추산된다.
안티오키아 그리스 정교회는 역사적인 이유를 근거로 안티오키아 총대주교좌의 정통성을 주장하는 교회 가운데 하나이다. 안티오키아 그리스 정교회 외에도 오리엔트 정교회에 소속된 시리아 정교회와 교황 성좌와 완전한 일치를 이루고 있는 동방 가톨릭교회 소속의 마론파 교회와 멜키트 그리스 가톨릭교회 역시 제각기 나름대로의 이유를 내세워 안티오키아 총대주교좌에 대한 정통성을 주장하고 있다. 하지만 마론파 교회와 멜키트 그리스 가톨릭교회는 서로 같은 가톨릭교회의 구성원으로서 상호 인정하고 있다. 가톨릭교회는 또한 명예뿐인 라틴 교회 안티오키아 총대주교를 수세기에 걸쳐 임명하였으나, 1953년에 공석이 되었으며 1964년에 폐지됨으로써 라틴 교회 안티오키아 총대주교라는 직책은 사라지게 되었다.
본래 안티오키아 총대주교좌의 소재지는 안티오키아였으나, 14세기에 오스만 제국이 안티오키아를 침공하면서 다마스쿠스로 이전하였다. 전통적으로 안티오키아 그리스 정교회는 시리아, 레바논, 이란, 이라크, 쿠웨이트, 그리고 터키의 일부 지역 등을 관할하고 있다. 과거에는 키프로스 교회도 안티오키아 총대주교청에 속해 있었지만, 431년에 독립하였다. 키프로스 정교회와 안티오키아 정교회 둘 모두 중동 기독교 협의회의 회원이다.

## 같이 보기
- 안티오키아 총대주교
- 키프로스 정교회